# Aeroportul Glauber Rocha
Aeroportul Glauber Rocha (IATA: VDC, ICAO: SBVC) este un aeroport din Vitória da Conquista, Bahia, Brazilia ce deservește zona Vitória da Conquista. Aeroportul a fost tranzitat în 2022 de 326.624 de pasageri. A fost numit după Glauber Rocha⁠(d).
Situat la o altitudine de 896 m, aeroportul dispune de o singură pistă.